# Tilottama
Tilottama est une apsara (nymphe céleste) de la mythologie hindoue. 
Tilottama est réputée avoir été créée par Vishvakarma, dieu hindou présidant les divinités de tous les artisans et architectes.
Tilottama était chargée de la destruction mutuelle de deux Asuras, Sunda et Upasunda, deux frères qui voulaient dominer le monde. Elle réussit à sauver le monde de ce conflit grâce à sa beauté, les deux frères se battant pour elle jusqu'à s'entretuer. L'ordre est ainsi revenu.
Alors qu'une légende raconte sa vie antérieure sous la forme d'une veuve très laide, une autre raconte comment elle fut maudite, condamnée à renaître sous la forme de la princesse Daitya (démone) du nom de Usha par le sage Durvasa.

## Étymologie
Selon l'étymologie sanskrite, Tila est le mot sanskrit pour « graine de sésame » et uttama signifie « mieux » ou « plus »; Tilottama signifie donc l'être dont la plus petite particule est la plus belle, ou l'être qui possède les plus belles et les plus prestigieuses qualités. 

## Histoire

### Naissance et destruction deSundaet Upasunda
Dans l'Adi Parva (Livre 1) de l'épique Mahabharata, le sage divin Narada raconte aux frères Pandava l'histoire de la destruction des frères démoniaques Sunda et Upsunda en raison de l'apsara Tilottama, et les avertissant que leur épouse commune Draupadi pourrait être une raison de querelles entre eux. Le récit raconte que Sunda et Upasunda étaient des fils de l'asura (démon) Nikumbha. Ils sont décrits comme des frères inséparables qui partageaient absolument tout : royaume, lit, nourriture, maison, fauteuil. Une fois, les frères pratiquèrent des austérités sévères sur les montagnes de Vindhya, incitant le créateur-dieu Brahma à leur accorder une bénédiction. Ils demandèrent un grand pouvoir et l'immortalité, mais cette dernière leur fut refusée. À la place, Brahma leur accorda que rien d'autre qu'eux deux ne pourrait les blesser l'un et l'autre. Bientôt, les démons attaquèrent le ciel et chassèrent les dieux. Conquérant l'univers entier, les démons commencèrent à harceler les sages, semant le chaos dans l'univers

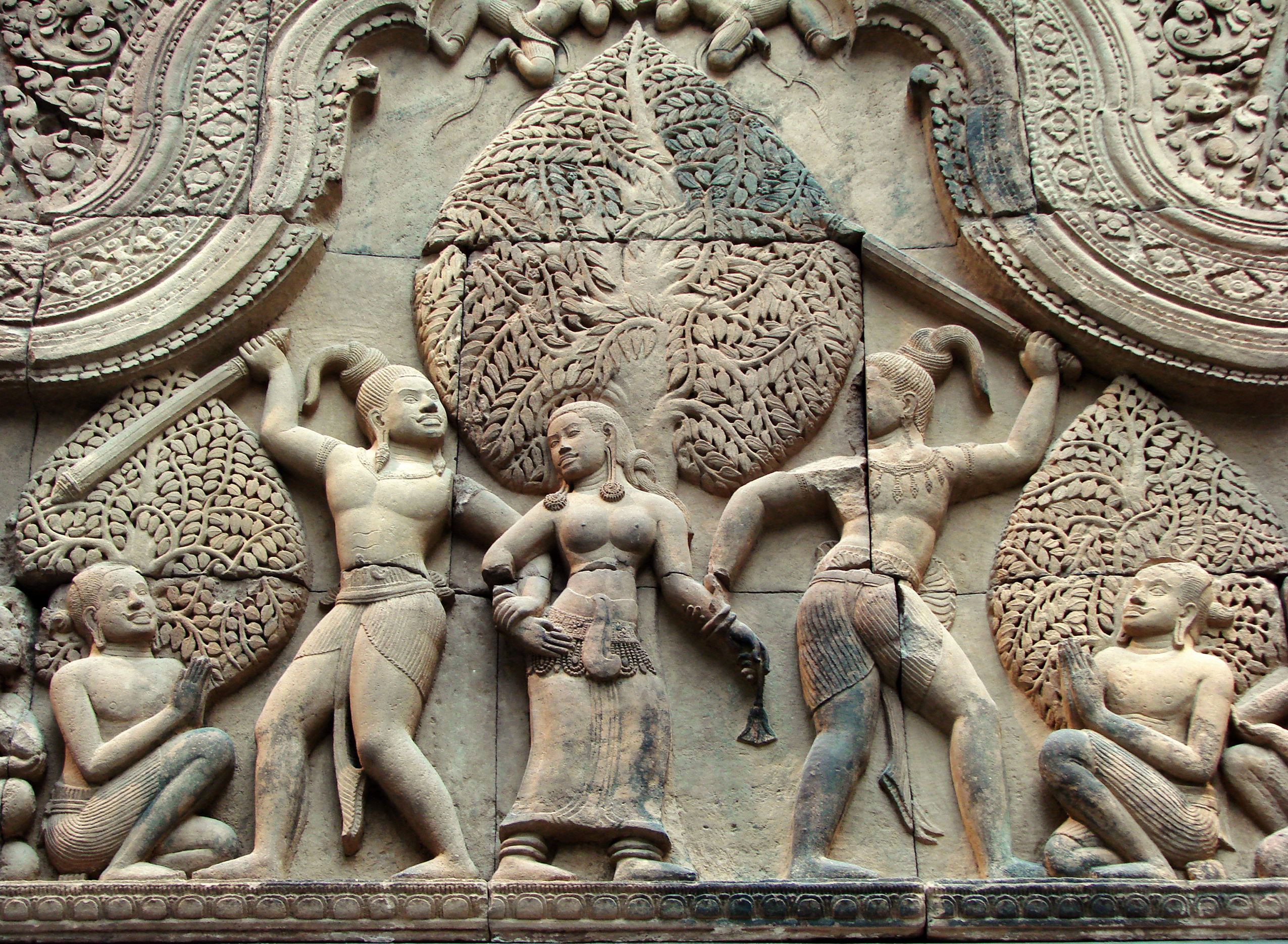
Les démons Sunda et Upasunda se disputant l'apsara Tilottama - Cambodge, vers 967. Musée Guimet, Paris

Les dieux et devins cherchèrent refuge auprès de Brahma. Ce dernier ordonna alors à l'architecte divin Vishvakarma de créer une femme magnifique. Vishvakarma rassembla tout ce qui était beau des trois mondes (le ciel, la terre, le monde souterrain) et toutes les gemmes du monde et a créé une femme séduisante — d'une beauté incomparable — à partir de ceux-ci. Comme elle avait été créée petit à petit à partir des gemmes, Brahma l'a nomma Tilottama et lui ordonna de séduire les frères démoniaques au point qu'elle devienne une raison de dispute entre eux.
Alors que Sunda et Upasunda étaient tout occupés à boire des liqueurs fortes et apprécier des liaisons avec des femmes au bord de la rivière, dans les montagnes de Vindhya, Tilottama apparut pour cueillir des fleurs. Envoûtés par sa figure voluptueuse et ivre de pouvoir et de liqueur, Sunda et Upasunda attrapèrent respectivement la main droite et la main gauche de Tilottama. Comme les deux frères se disputaient, soutenant chacun que Tilottama devait devenir son épouse, ils saisirent leurs massues et s'attaquèrent, se tuant l'un l'autre finalement. Les dieux la félicitèrent et Brahma lui accorda le droit de voyager librement dans tout l'univers comme récompense. Brahma décréta également que personne ne pourrait la regarder pendant longtemps du fait de son lustre.

### Malédiction du roi Sahasranika
Le Kathasaritsagara, traduction sanskrit du XIe siècle du texte Paishachi du Ier-IIe siècle Brihatkatha, raconte comment le roi Sahasranika fut maudit par Tilottama. Alors que le roi revenait d'Indraloka à son royaume, Tiliottama lui demanda d'attendre car elle avait à dire un fait intéressant mais le roi, tout absorbé dans ses pensées -plus précisément, des rêveries de son amour, l'apsara Alambusa-, ignora ce que Tilottama disait. Exaspérée par la conduite du roi, Tilottama le maudit de manière qu'il ait à souffrir d'une séparation avec la personne auquel il pensait pendant une période de quatorze ans.

### Vie antérieure et réincarnation

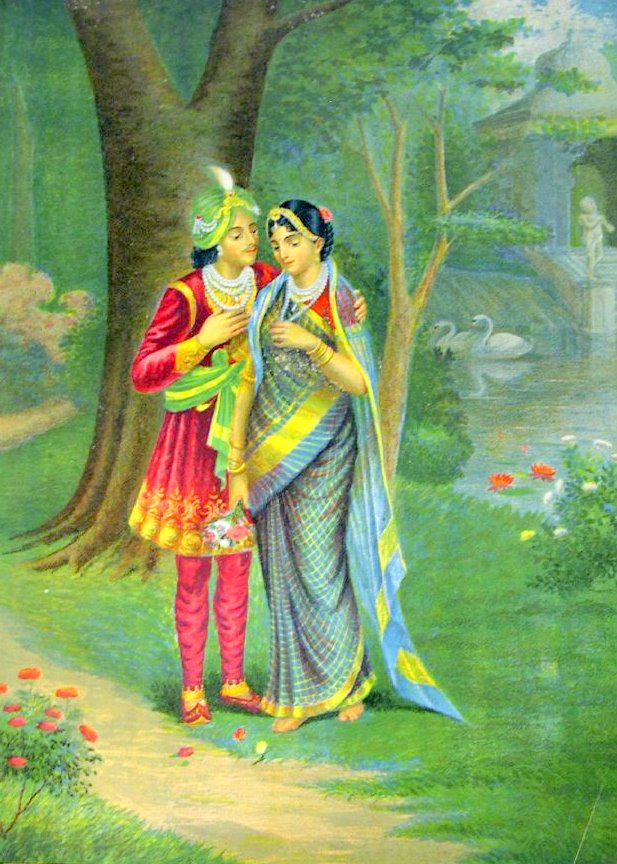
Aniruddha et Usha, la réincarnation de Tilottama

Le Padma Purana raconte que Tilottama était une veuve d'une grande laideur nommée Kubja lors de sa vie précédente. Kubja entreprit de suivre des cérémonies favorables pendant huit ans avant d'exécuter finalement le rituel magha puja. Cela lui assura sa renaissance comme Tilottama et sa montée au ciel en tant qu'apsara.
Le Brahma Vaivarta Purana raconte que Sahasika, petit-fils de Bali, perturba la pénitence de Sara Durvasa par ses amours avec Tilottama. À la suite de quoi, le sage le transforma en âne et maudit Tilottama de façon qu'elle renaisse comme la fille du démon Banasura Usha. Usha deviendrait plus tard la femme d'Aniruddha, petit-fils de Krishna.